# Communications Capabilities Development Programme
Communications Capabilities Development Programme, kurz CCDP, ist ein vom Home Office (britisches Innenministerium), dem britischen Inlandsgeheimdienst MI5, dem britischen Auslandsgeheimdienst MI6 und dem Government Communications Headquarters (GCHQ) ausgearbeiteter Gesetzentwurf zur Errichtung einer zentralen Überwachungsdatenbank für Großbritannien.
Die britische Regierung möchte Nachrichten, Anrufe, E-Mails, besuchte Webseiten, Facebook und Twitter-Aktivitäten und sogar Online-Spiel-Chaträume überwachen. Anschließend sollen die Daten mindestens ein Jahr gespeichert und den Geheimdiensten zur Verfügung gestellt werden.
Bei dem Vorhaben handelt es sich um eine Wiederaufnahme eines bereits wegen der hohen Kosten und der Kritik von Datenschützern gescheiterten Gesetzesvorhabens der Labour-Regierung vom April 2009.

## Kritik
- Jim Killock, Direktor der Open Rights Group sagte: „Kein Staat in der Geschichte war in der Lage, Informationen in dem vorgesehenen Ausmaß zu erlangen – es ist eine Möglichkeit, alles zu sammeln, über das wir reden, nur für den Fall, dass sich mal etwas daraus entwickeln könnte“.[2]